# Горовой, Василий Стефанович
Василий Стефанович Горовой (13 августа 1919, село Новохуторное — 1950) — участник Великой Отечественной войны, помощник командира взвода 550-го стрелкового полка 126-й стрелковой дивизии 54-го стрелкового корпуса 43-й армии 3-го Белорусского фронта, старший сержант. Герой Советского Союза.

## Биография
Родился 13 августа 1919 года в селе Новохуторное в семье крестьянина. Русский. Окончил 9 классов. Работал в колхозе «Заветы Ильича».
В Красной Армии с сентября 1939 года. На фронте в Великую Отечественную войну — с января 1942. Член ВКП(б)/КПСС с 1943 года.
Помощник командира взвода 550-го стрелкового полка старший сержант Василий Горовой в бою за город Кёнигсберг 8 апреля 1945 года с двумя бойцами проник в тыл одной из обороняемых противником баррикад, внезапно открыл по врагу огонь из ручного пулемёта. В течение двух часов воины вели бой с противником, отвлекая на себя значительные его силы. Смелые действия воинов дали возможность штурмом захватить эту преграду подразделениям полка.
После войны старшина Горовой был демобилизован. В 1948 году окончил областную партшколу. С 1949 года работал председателем Красногвардейского райсовета.
Умер В. С. Горовой в июне 1950 года.

## Награды
- Звание Героя Советского Союза присвоено 19 апреля 1945 года.
- Награждён орденом Ленина и медалями, среди которых медаль «За отвагу».

## Память
- Имя Горового присвоено селу Гнилуша.
- Дом, в котором он жил, является памятником истории[1].
- На здании школы села Новохуторное, где он учился, установлена мемориальная доска.